# Cupa României 1939-1940
La Cupa României 1939-1940 è stata la settima edizione della coppa nazionale disputata tra l'8 settembre 1939 e l'8 novembre 1940 e conclusa con la vittoria del Rapid Bucarest, al suo quarto successo consecutivo e quinto in totale. Questa edizione è ricordata per la finale disputata quattro volte, dopo che i primi tre incontri erano terminati in parità dopo i tempi supplementari

## Qualificazioni
Coinvolsero i club non di Divizia A.

## Sedicesimi di finale
Gli incontri si sono disputati tra l'8 settembre 1939 e l'8 febbraio 1940. Il match tra Olympia București e FC Carpați Baia-Mare è stato ripetuto in quanto terminato in parità dopo i tempi supplementari
| Squadra 1                      | Risultato | Squadra 2                   |
| ------------------------------ | --------- | --------------------------- |
| Rapid Bucarest                 | 5 - 2     | Socec Lafayette București   |
| Astra Sportivă Metrom Brașov   | 2 - 1     | CS Lonea                    |
| FC Brăila                      | 2 - 1     | AMEF Arad                   |
| Carmen București               | 5 - 2     | Gloria București            |
| Unirea Tricolor București      | 4 - 0     | Viforul Dacia București     |
| Caurom Cernăuți                | 2 - 9     | Victoria Cluj               |
| Dragoș Vodă Cernăuți           | 4 - 3     | Ripensia Timișoara          |
| Macabi Chișinău                | 1 - 4     | AS Constanța                |
| Industria sârmei Câmpia Turzii | 1 - 0     | Macabi București            |
| FC Craiova                     | 0 - 1     | Sportul Studentesc Bucarest |
| Metalosport Ferdinand          | 1 - 2     | CAM Timișoara               |
| Sparta Mediaș                  | 2 - 6     | Venus București             |
| FC Ploiești                    | 1 - 0     | Juventus București          |
| SSM Reșița                     | 5 - 2 dts | UD Reșița                   |
| Olympia CFR Satu-Mare          | 3 - 1     | Gloria CFR Galați           |
| FC Carpați Baia-Mare           | 4 - 0     | Olympia București           |

## Ottavi di finale
Gli incontri si sono disputati tra il 27 febbraio e il 6 marzo. Il SSM Reșița, Astra Sportivă Brașov e l'AS Constanța si sono ritirate e han perso 3-0
| Squadra 1                 | Risultato | Squadra 2                      |
| ------------------------- | --------- | ------------------------------ |
| FC Carpați Baia-Mare      | 3 - 0     | SSM Reșița                     |
| Astra Sportivă Brașov     | 0 - 3     | DV Cernăuți                    |
| AS Constanța              | 0 - 3     | Rapid Bucarest                 |
| Venus București           | 5 - 2     | Carmen București               |
| Olympia CFR Satu Mare     | 1 - 2     | FC Brăila                      |
| Victoria Cluj             | 5 - 2     | Industria Sârmei Câmpia Turzii |
| CAM Timișoara             | 1 - 5     | Sportul Studentesc Bucarest    |
| Unirea Tricolor București | 1 - 2 dts | FC Ploiești                    |

## Quarti di finale
Gli incontri si sono disputati il 16 e il 17 marzo 1940
| Squadra 1                   | Risultato | Squadra 2            |
| --------------------------- | --------- | -------------------- |
| Venus București             | 3 - 1     | FC Carpați Baia-Mare |
| FC Brăila                   | 2 - 0     | Victoria Cluj        |
| Rapid Bucarest              | 2 - 0     | FC Ploiești          |
| Sportul Studentesc Bucarest | 6 - 2     | Dragoș Vodă Cernăuți |

## Semifinali
Gli incontri si sono disputati il 28 aprile 1940.
| Squadra 1       | Risultato | Squadra 2                   |
| --------------- | --------- | --------------------------- |
| FC Brăila       | 0 - 2     | Rapid Bucarest              |
| Venus București | 4 - 2     | Sportul Studentesc Bucarest |

## Finale
Come l'edizione precedente la finale venne disputata tra due squadre della capitale. Il primo incontro si tenne il 30 aprile 1940 e terminò 2-2 col Venus che recuperò 2 gol di scarto negli ultimi 10 minuti. Venne rigiocata il 9 giugno e questa volta fu il Rapid a pareggiare nel finale fissando il punteggio sul 4-4. Il terzo incontro si tenne il 27 ottobre e al novantesimo minuto il punteggio era 1-1. Il Rapid si portò in vantaggio al minuto 93 ma il Venus pareggiò al 103º. Finalmente il trofeo venne aggiudicato dal Rapid al quarto tentativo battendo i rivali per 2-1
| Arbitro: | Mielu Petrescu (Bucarest) |

|                                      |           |                         |
| Iuliu Baratky 57’ Dan Gavrilescu 74’ | Marcatori | 86’ Alfred Eisenbeisser |